# 赵雄 (演员)
赵雄（英語：Chao Hsiung）（本名：林健念），香港影视演员。

## 生平
香港影视演员，籍贯广东，是一个非常有经验的演员，出演的角色基本以动作角色为主，他多次和胡金銓、张彻等导演合作，而这些电影奠定了其在武侠电影中的地位。其在电影《龙虎斗》中饰演重要角色，饰演该电影中的反派刁二。
活跃于1965—1979，第一次出演的作品是1965年的《蝴蝶杯》，之后在1979年后，他就开始很少出现在荧幕中了。

## 资料来源
1. ↑  . mydramalist介绍.
2. ↑  . 1905网.   [2023-06-29]. （原始内容存档于2023-06-29）.
3. ↑  . hkmdb.   [2023-06-29]. （原始内容存档于2023-06-29）.
4. ↑  WOW!SCREEN. . 視影實業股份有限公司. 2004 年 9 月.
5. ↑  馮應標. . 中华书局(香港)有限公司. 2017年. ISBN 978-9-888-46318-3.
6. ↑  伍宏. . 2008年.
7. ↑  . 2003年.
8. ↑  梁良. . 1984年.
9. ↑  . 1997年.
10. ↑  . 2002年.
11. ↑  .   [2023-06-29]. （原始内容存档于2023-06-29）.

## 外部連結
- 赵雄在互联网电影资料库（IMDb）上的資料（英文）
- 赵雄在香港影庫上的簡介
- 赵雄在豆瓣上的资料（简体中文）